# Virginia Beach
Virginia Beach é uma cidade independente localizada no estado americano da Virgínia, em South Hampton Roads. A cidade fica as margens da baia de Chesapeake e do oceano atlântico. É a cidade mais a leste de Hampton Roads.
Com mais de 459 mil habitantes, de acordo com o censo nacional de 2020, é a cidade mais populosa do estado e a 43ª mais populosa do país.
É uma cidade de veraneio, com quilômetros de praia, e a sua beira mar possui diversos hotéis e restaurantes. Sua praia possui diversos eventos durante o verão, tais como: Campeonato de Surf da Costa Leste e o campeonato de Futebol Americano de praia. Existem diversas áreas de proteção ambiental, diversas áreas de praia protegida, 3 bases militares, 2 universidades, e áreas históricas.
No Cabo Henry, onde o oceano se encontra com a baia de chesapeake, é o local onde pela primeira vez os ingleses chegaram no território dos Estados Unidos, em 26 de abril de 1607.
A cidade está no Guinness Book como a maior praia de lazer do mundo, e com a Chesapeake Bay Bridge-Tunnel, um complexo de pontes e túneis que atravessam a baia de Cheasapeake.

## História

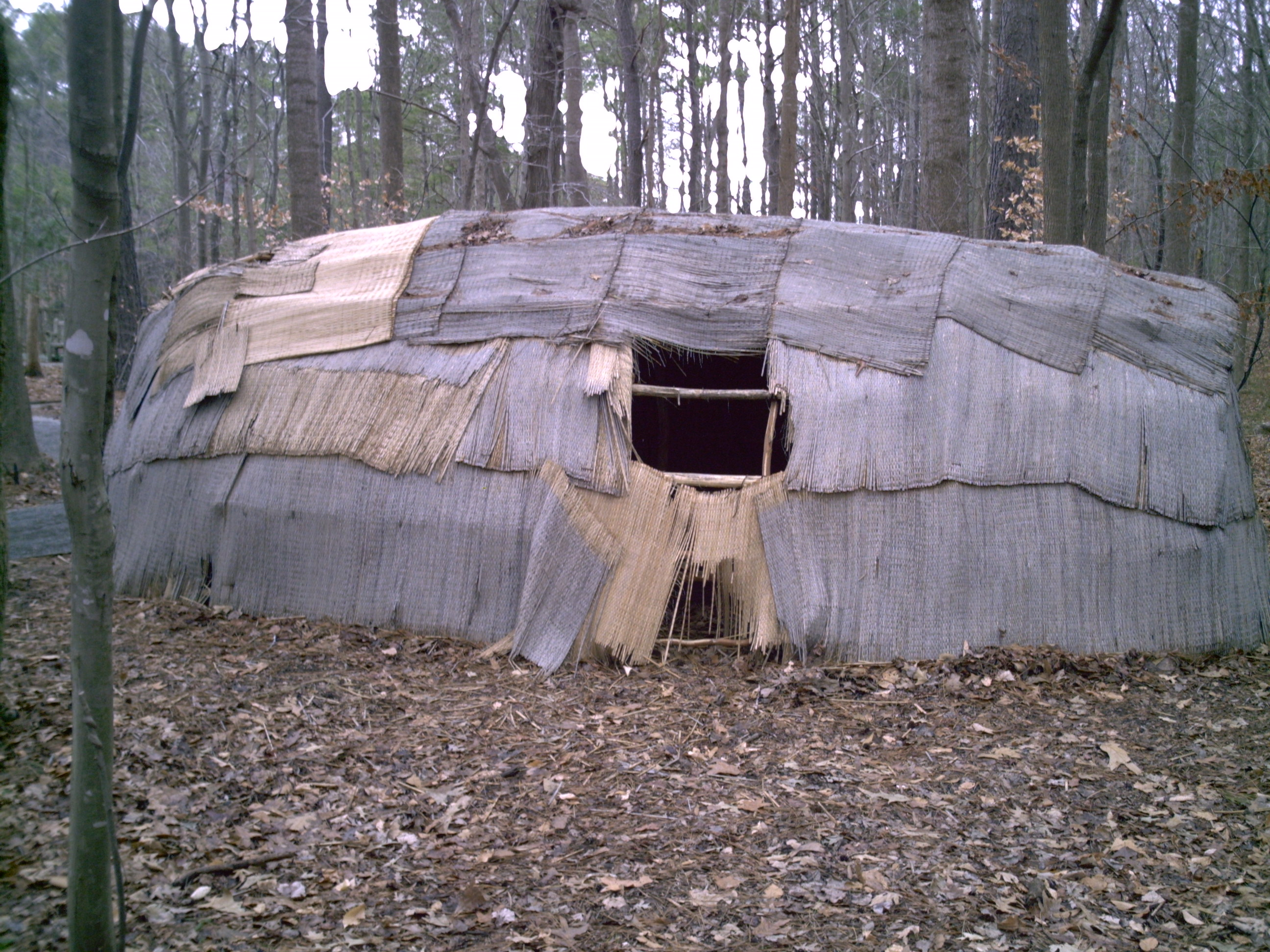
Uma oca dos Chesepiques

### Povos indígenas
Os primeiros habitantes da hoje conhecida como Hampton Roads foram os Chesepiques.

## Geografia

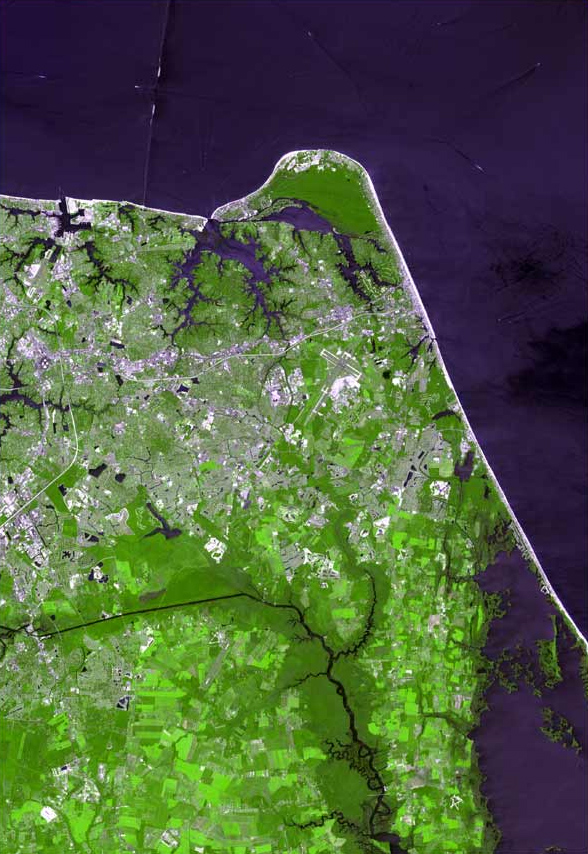
Virginia Beach do espaço

De acordo com o Departamento do Censo dos Estados Unidos, a cidade tem uma área de 1 288,5 km², dos quais 633,8 km² estão cobertos por terra e 654,7 km² (50,8%) por água.
A cidade está localizada no sudeste do estado da Virgínia, na região de Hampton Roads. A cidade tem limites com o Oceano Atlântico, com o estado da Carolina do Norte, com a cidade de Norfolk e a cidade de Chesapeake.
A área metropolitana de Virginia Beach é a 34ª região com maior população nos Estados Unidos, com um total de 1 799 674 habitantes.

### Subdivisões
Virginia Beach possui alguns bairros e comunidades, são eles:
Chesapeake Beach, Great Neck, Kings Grant, Alanton, Green Run, Bayside, Blackwater, Brighton on the Bay, College Park, Croatan Beach, Church Point, Greenwich, the North End, Kempsville, [[ndon Bridge, Lynnhaven, Little Neck, Middle Plantation, Munden, Oceana, Ocean Lakes, Ocean Park, Pembroke Manor, Pembroke Meadows, Pembroke Shores Princess Anne, Pungo, Indian River Plantation, Salem, Sandbridge Beach, Seatack, Shadowlawn, Thalia, Thoroughgood, and the Oceanfront.

### Clima

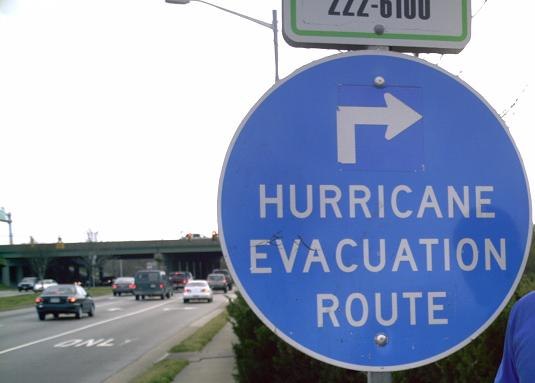
Aviso de furacões em Virginia Beach

Virginia Beach possui um clima considerado Subtropical úmido, por causa do efeito moderador do oceano. Porém o inverno pode trazer períodos de frio prolongado. Neve é um fenômeno não muito habitual na cidade. O verão é quente e úmido. A média de temperatura anual é de 15 °C, com uma média de neve de 2,5 mm e com média de chuva de 45 mm. As estações mais chuvosas são a primavera e o verão, porém as chuvas são constantes durante todo o ano. A maior temperatura já registrada foi de 39 °C em Agosto de 1957, e a mínima registrada foi de -24 °C em Janeiro de 1985.

## Demografia

### Censo 2020
De acordo com o censo nacional de 2020, a sua população é de 459 470 habitantes e sua densidade populacional é de 724,9 hab/km². Seu crescimento populacional na última década foi de 4,9%, acima do crescimento estadual de 7,9%. É a cidade mais populosa do estado e a 43ª mais populosa do país.
Possui 190 059 residências que resulta em uma densidade de 299,9 residências/km² e um aumento de 6,8% em relação ao censo anterior. Deste total, 6,2% das unidades habitacionais estão desocupadas. A média de ocupação é de 2,6 pessoas por residência.

### Censo 2010
Segundo o censo nacional de 2010, a sua população era de 437 994 habitantes e sua densidade populacional de 340 hab/km². Possuía 224 573 residências, que resultava em uma densidade de 651,2 residências/km².

## Marcos históricos
O Registro Nacional de Lugares Históricos lista 25 marcos históricos em Virginia Beach, dos quais dois são Marcos Históricos Nacionais. Os primeiros marcos foram designados em 15 de outubro de 1966 e o mais recente em 2 de abril de 2019.

## Cidades irmãs
Virginia Beach têm três cidades irmãs:
- Bangor, Irlanda do Norte, Reino Unido
- Miyazaki, Japão
- Moss, Noruega

## Galeria de imagens

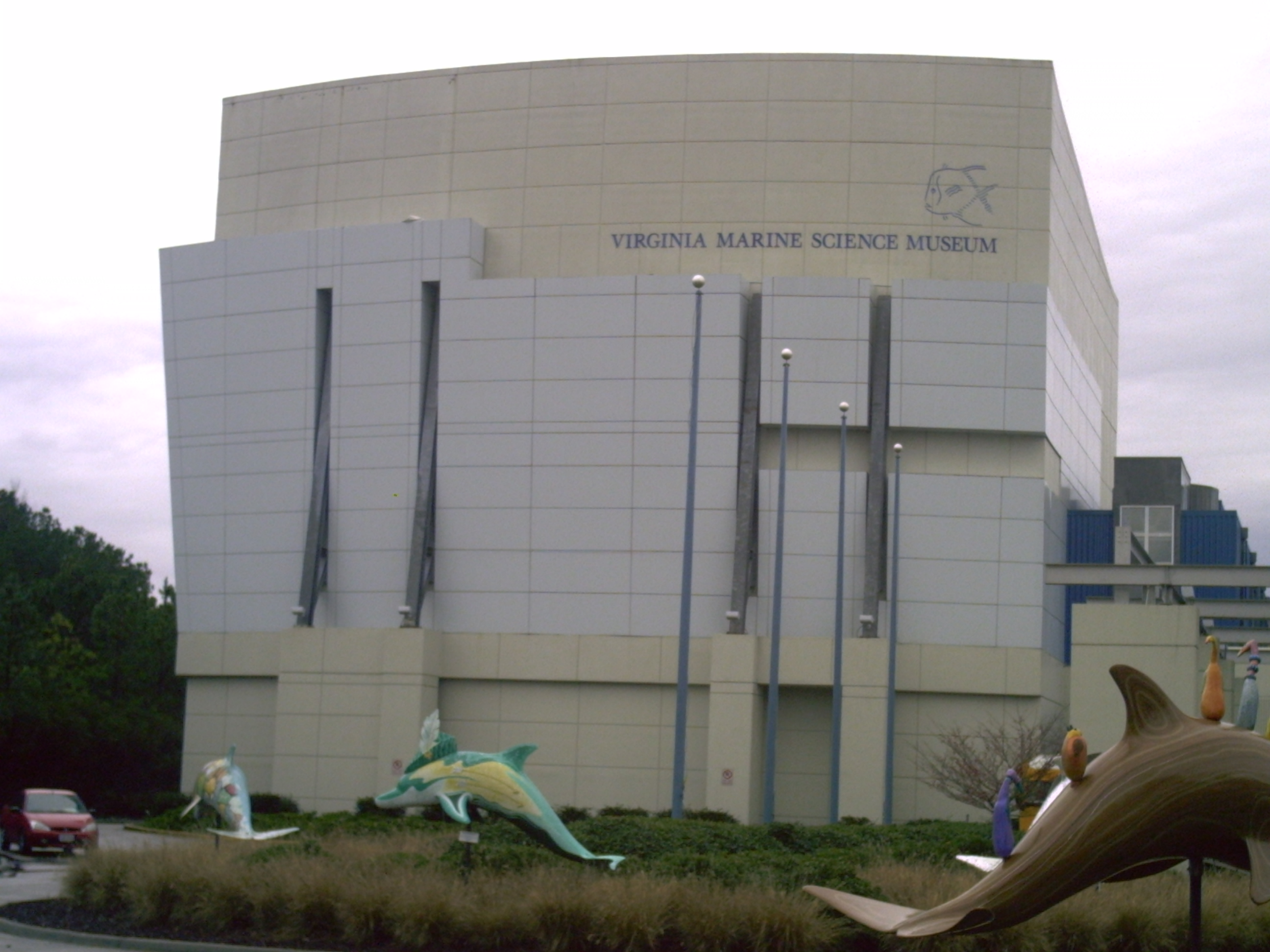
Aquário de Virginia Beach.